# 路易丝·厄德里奇
路易丝·厄德里奇（英語：Louise Erdrich，1954年6月7日—），美国印第安人小说家、诗人。

## 生平
厄德里奇于1954年6月7日生于明尼苏达州小福尔斯。她是家中长女父亲是德国血统，母亲有法国和奥吉布韦印第安人血统。厄德里奇雙親在北达科他州印度安事務局設立的瓦佩顿寄宿學校任教，外公是擔任齊佩瓦人印地安人龟山保留地的酋長多年。1972年进入达特茅斯学院，开始写诗并获美国诗人学会奖，并结识了美国印第安人研究系主任迈克尔·多里斯。1976年获得人类学学士学位，1979年获约翰·霍普金斯大学文学硕士学位。后担任波士顿印第安人委员会会刊《圆》的编辑和达特茅斯学院的驻校作家。1981年与多里斯结婚。
厄德里奇的短篇《最了不起的渔夫》（1982）获纳尔逊·阿尔格伦小说奖，长篇处女作《爱药》（1984）获全国书评家协会奖等5项大奖。该书讲述了齐佩瓦印第安人保留地上两个家族四代人之间的恩怨，包括14个故事，揭露了现代化过程给印第安人带来的伤害。其他作品还有《痕迹》（1988）、《宾戈赌场》（1994）、《四个灵魂》（2004）等。

## 延伸阅读
- 刘玉著. 文化对抗 后殖民氛围中的三位美国当代印第安女作家. 厦门市：厦门大学出版社, 2008.  ISBN 9787561531150

- Western American Literature Journal: Louise Erdrich （页面存档备份，存于）
- Erdrich, Louise. . Birchbark Blog.   [2020-07-11]. （原始内容存档于2009-03-22）.
- 網路推理小說資料庫上的路易丝·厄德里奇
- . Library of Congress Authorities.   [2020-07-11]. （原始内容存档于2017-10-04）. 35 catalog records
- WorldCat 聯合目錄中路易丝·厄德里奇的著作或與之相關的著作